# Cosmochimica

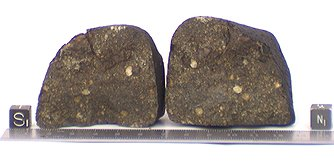
Lo studio della composizione dei meteoriti rientra nell'ambito della cosmochimica.

La cosmochimica è la disciplina scientifica che si occupa dello studio dell'origine e sviluppo degli elementi chimici e dei loro isotopi nel cosmo, soprattutto all'interno del sistema solare. Il termine fu originariamente coniato da Harold Urey dopo la seconda guerra mondiale. Contrariamente all'astrochimica, la quale è interessata agli elementi chimici in altre parti della nostra galassia e in altre galassie precludendo la possibilità di disporre sulla Terra di campioni in breve scala temporale (meno di pochi millenni), la cosmochimica sfrutta frequentemente (a eccezione dell'interazione tramite fotoni per via spettroscopica) il contatto diretto con campioni degli elementi chimici provenienti dallo spazio.
La cosmochimica è correlata all'astrofisica, in particolare per quanto concerne la fisica delle stelle e delle supernove. La cosmochimica, interessandosi inoltre dell'origine e sviluppo degli elementi e dei loro isotopi nel sistema solare, è anche importante in planetologia e per indagare sull'origine e sviluppo del sistema solare. Molti contributi alla cosmochimica derivano da ricerche sui meteoriti, in quanto le meteoriti sono, insieme alla polvere cometaria e ai campioni provenienti dalla Luna e dal vento solare, i soli campioni extraterrestri disponibili per indagini nei laboratori del nostro pianeta. In tal senso importante è il contributo delle missioni condotte con sonde spaziali, che permettono di ottenere fotografie, effettuare misure spettroscopiche sul luogo e anche di raccogliere materiale da analizzare successivamente nei laboratori terrestri.

## Distribuzione degli elementi nel cosmo
La distribuzione degli elementi, prodotti in seguito alla nucleosintesi, risente fortemente della relativa volatilità geochimica e numero atomico. L'elemento più abbondante nell'intero universo è l'idrogeno, seguito dall'elio; entrambi sono gli elementi più leggeri della tavola periodica. Questi due elementi sono alla base del processo di fusione nucleare che genera energia trasformando 4 atomi di idrogeno in 1 di elio. Il 90% degli atomi presenti nell'universo sono di idrogeno, il 9,9% di elio mentre il restante 0,1% è costituito prevalentemente da ossigeno, carbonio, azoto, ferro, neon e silicio.